# Paloma Paso Jardiel
Paloma Paso Jardiel (Madrid, 1953) es una actriz española.

## Biografía
Hija del dramaturgo Alfonso Paso y de Evangelina Jardiel Poncela, nieta de Enrique Jardiel Poncela y madre del dramaturgo y guionista Ramón Paso. Su carrera intrepretativa se ha centrado sobre todo en teatro, aunque igualmente ha realizado incursiones puntuales en cine y televisión.

## Teatro
- La importancia de llamarse Ernesto (2019), de Oscar Wilde
- Jardiel, un escritor de ida y vuelta (2017), versión de Ernesto Caballero de la obra de Enrique Jardiel Poncela "Un marido de ida y vuelta".[1]
- Huevos con amor (2016), de Ramón Paso.
- Los habitantes de la casa deshabitada (2012), de Enrique Jardiel Poncela.
- Ya van 30 (2007), de Jordi Silva.
- Tú y yo somos tres (2004), de Enrique Jardiel Poncela.
- Galileo (2003), de Bertolt Brecht.
- Usted tiene ojos de mujer fatal (2003), de Enrique Jardiel Poncela.
- Madrugada (2000), de Antonio Buero Vallejo.
- El galán fantasma (2000), de Calderón de la Barca.
- Por delante y por detrás (1997), de Michael Frayn.
- Después de la lluvia (1996), de Sergi Belbel.
- Picospardo's (1995) de Javier García-Mauriño.
- Precipitados (1994) de Ignacio del Moral.
- Tres sombreros de copa, (1992), de Miguel Mihura.[2]
- Entre bobos anda el juego (1991), de Francisco de Rojas.
- Thriller imposible (1991), de Ángel García Suárez.[3]
- Fedra (1990), de Miguel de Unamuno.
- Maribel y la extraña familia (1989), de Miguel Mihura.
- Antígona entre muros (1988), de Martín Elizondo.
- Samarkanda (1986), de Antonio Gala.
- La tetera (1984), de Miguel Mihura.
- Edmond, de David Mamet.
- Noches de amor efímero, de Paloma Pedrero.
- El astrólogo fingido, de Calderón de la Barca.
- Precipitados, de Ernesto Caballero.
- Bailando en verano, de Brian Friel.
- Picospardo's, de García Mauriño.
- La secretaria, de Natalia Ginzburg.
- Eloísa está debajo de un almendro, de Jardiel Poncela.
- Los gavilanes
- La soga.

## Filmografía
- Camino (2008)
- No se preocupe (2008)
- Pecar y rezar es empatar (2007)
- Las voces de la noche (2003)
- No sé, no sé (1998)
- Las ratas (1998)
- Eso (1997)

## Televisión
- Señor dame paciencia (2022)
- Estoy vivo (2017)
- Amar es para siempre, como Sor Teresa (2015)
- Aída 
  - Cabras los ojos (24 de octubre de 2010)
- El síndrome de Ulises 
  - Las apariencias no engañan (21 de enero de 2008)
- Estados alterados Maitena 
  - Episodio 33 (1 de enero de 2008)
- ¿Se puede? 
  - Episodio 2 (10 de julio de 2004)
- Hospital Central 
  - 59:59 (6 de julio de 2004)
  - ¿Y ahora qué? (31 de marzo de 2009)
  - La sonrisa de Jonás (21 de abril de 2009)
  - Aunque sea lo último que haga (15 de diciembre de 2009)
- Aquí no hay quien viva 
  - Érase un traspaso (16 de noviembre de 2003)
- El comisario 
  - La noche de todos los santos (26 de marzo de 2002)
  - Mira por dónde pisas (19 de octubre de 2004)
- Manos a la obra 
  - Que nadie se mueva (11 de mayo de 2000)
- Raquel busca su sitio 
  - La pequeña ladrona (1 de mayo de 2000)
- Celia (1993)